# Azamat Dauletbekov
Azamat Dauletbekov (en kazajo: Азамат Даулетбеков, 15 de marzo de 1994) es un deportista kazajo que compite en lucha libre. Ganó dos medallas de bronce en el Campeonato Mundial de Lucha, en los años 2022 y 2023, ambas en la categoría de 86 kg.

## Palmarés internacional
| Campeonato Mundial | Campeonato Mundial | Campeonato Mundial | Campeonato Mundial |
| Año                | Lugar              | Medalla            | Categoría          |
| ------------------ | ------------------ | ------------------ | ------------------ |
| 2022               | Belgrado (Serbia)  | Medalla de bronce  | 86 kg              |
| 2023               | Belgrado (Serbia)  | Medalla de bronce  | 86 kg              |